# GP Ouest France-Plouay 2006 (vrouwen)
De Grand Prix Ouest France-Plouay 2006 was de achtste editie van deze Franse wielerkoers en werd verreden op zondag 26 augustus, in de gemeente Plouay (Bretagne), Frankrijk.
De wedstrijd was de tiende in de strijd om de Wereldbeker.
| GP Ouest France-Plouay 2006 (113 km) |                        |                          |          |
| Plaats                               | Naam                   | Ploeg                    | Tijd     |
| Winnaar                              | Nicole Brändli         | Bigla Cycling Team       | 3u17'11" |
| 2                                    | Giorgia Bronzini       | AS Team FRW              | +00' 32" |
| 3                                    | Nicole Cooke           | Univega Pro Cycling Team | z.t.     |
| 4                                    | Mette Fischer Andersen | Bianchi Aliverti Kookai  | z.t.     |
| 5                                    | Trine Hansen           | Bianchi Aliverti Kookai  | z.t.     |
| 6                                    | Susanne Ljungskog      | Buitenpoort-Flexpoint    | z.t.     |
| 7                                    | Annette Beutler        | Buitenpoort-Flexpoint    | z.t.     |
| 8                                    | Dorte Rasmussen        | Bianchi Aliverti Kookai  | z.t.     |
| 9                                    | Ener Iturriaga         | Italië                   | z.t.     |
| 10                                   | Edita Pučinskaitė      | Nobili Rubinetterie      | z.t.     |

| Stand UCI Road Women World Cup 2006 |                     |                          |        |
| Plaats                              | Naam                | Ploeg                    | Punten |
| Gouden trui                         | Nicole Cooke        | Univega Pro Cycling Team | 389    |
| 2                                   | Judith Arndt        | T-Mobile                 | 236    |
| 3                                   | Susanne Ljungskog   | Buitenpoort-Flexpoint    | 221    |
| 4                                   | Annette Beutler     | Buitenpoort-Flexpoint    | 187    |
| 5                                   | Oenone Wood         | Nürnberger Versicherung  | 170    |
| 6                                   | Ina-Yoko Teutenberg | T-Mobile                 | 136    |
| 7                                   | Trixi Worrack       | Nürnberger Versicherung  | 128    |
| 8                                   | Nicole Brändli      | Bigla Cycling Team       | 120    |
| 9                                   | Zoelfia Zabirova    | Bigla Cycling Team       | 120    |
| 10                                  | Christiane Soeder   | Univega Pro Cycling Team | 99     |